# Йоганн Готтфрід Цинн

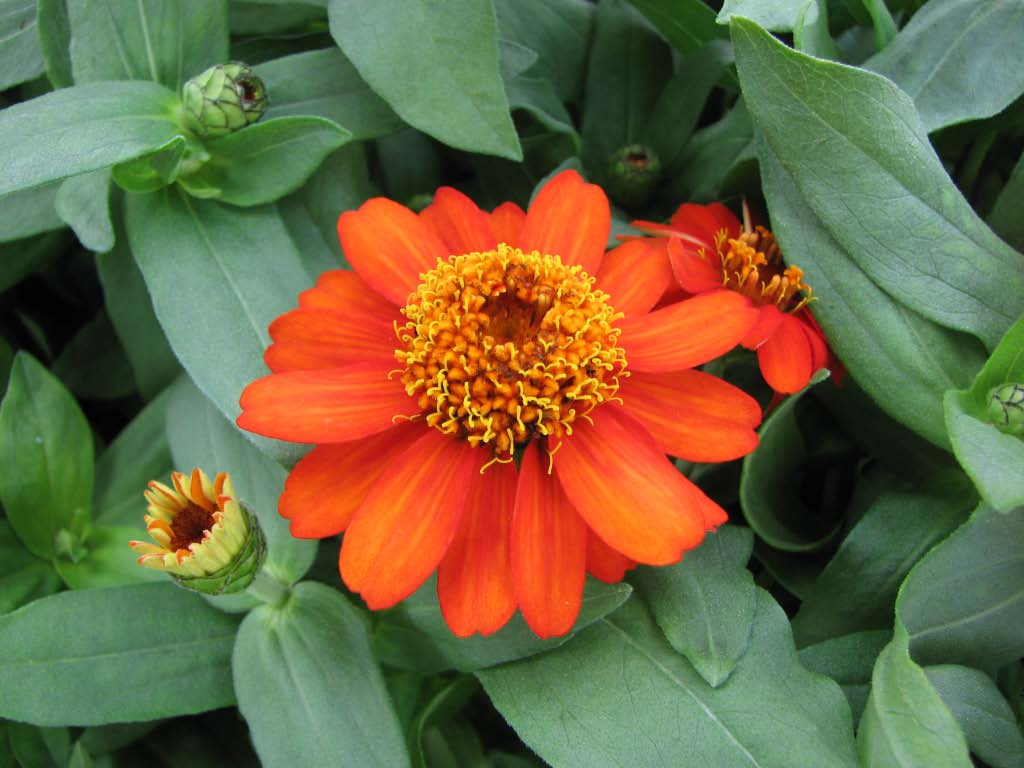
Квітка Цинії

Йоганн Готтфрід Цинн (нім. Johann Gottfried Zinn, 4 грудня 1727, Швабах — 6 квітня 1759), Ґетінґен) — німецький лікар та ботанік.

## Біографія
Йоганн Готтфрід Цинн народився 4 грудня 1727 року у Швабаху.
У 1753 році став директором Ботанічного саду Геттінгенського університету, а у 1755 році став там же професором медичного факультету.
Член Берлінської академії наук.
За своє коротке життя, Цинн зробив великий внесок у анатомію. Його головною роботою стало повний та всебічний опис анатомії людського ока, який детально та систематично було дано у книзі «Descriptio anatomica oculi humani».
Йоганн Готтфрід Цинн помер 6 квітня 1759 року у Ґетінґені.

## Вшанування
Карл Лінней його іменем назвав рослину цинія (Zinnia)L.
Також він придумав анатомічні терміни:
- Циннова зв'язка (лат. zonula ciliaris)
- Сухожильне кільце Цинна (лат. anulus tendineus communis)

## Праці
- A description of the flora around Göttingen. 1753
- Catalogus plantarum horti academici et agri gottingensis…. 1757
- Descriptio anatomica oculi humani iconibus illustrata. 1765